# Perizoma foxi
Perizoma foxi är en fjärilsart som beskrevs av Wright 1924. Perizoma foxi ingår i släktet Perizoma och familjen mätare. Inga underarter finns listade i Catalogue of Life.